# Evelyn Einstein
Evelyn Einstein (ur. 28 marca 1941 w Chicago, zm. 13 kwietnia 2011 w Albany, Kalifornia) − amerykańska aktywistka na rzecz obrony praw dziecka, adoptowana córka Hansa Alberta Einsteina – syna Alberta Einsteina.

## Życiorys
Evelyn Einstein urodziła się 28 marca 1941 w Chicago. Niedługo po narodzeniu została adoptowana przez Hansa Alberta Einsteina (syna Alberta Einsteina) i Friedę Einstein. Uzyskała tytuł magistra z dziedziny literatury średniowiecznej na Uniwersytecie Kalifornijskim w Berkeley. Przez 13 lat była żoną Grovera Krantza. Pracowała krótko jako oficer ds. kontroli zwierząt (hycel) a później jako oficer rezerwy policji w Berkeley.
W wieku 18 lat, w roku 1960, Evelyn była jedyną osobą ze znanym nazwiskiem wśród kilkudziesięciu aresztowanych osób w San Francisco podczas pokojowego protestu przeciwko organizacji House Un-American Activities Committee.
Po rozwodzie status materialny Evelyn bardzo mocno się obniżył. Jak sama opisywała, był to dla niej trudny czas, bowiem przez niemal 3 miesiące od rozwodu była bezdomna: sypiała w samochodzie i nierzadko jadła to co znalazła na śmietnikach. W wywiadzie dla telewizji CNN powiedziała, że nie otrzymała ani grosza od swojego dobrze sytuowanego dziadka, który znaczną część swoich pieniędzy przekazywał regularnie na działalność Uniwersytetu Hebrajskiego w Jerozolimie.
W późniejszych latach życia twierdziła, że próbowano wmówić jej, że jest nieślubną córką Alberta Einsteina, który rzekomo miał mieć romans z baletnicą. Nie istnieją jednak żadne wiarygodne źródła które mogłyby potwierdzić tę teorię. W 1996 roku dołączyła do pozwu który wystosowała rodzina Alberta Einsteina przeciwko syndykowi w sprawie zbioru korespondencji Alberta z żoną, Milevą Einstein, która to sprawa została rozstrzygnięta nie na drodze sądowej, lecz prywatnie.
Kilka tygodni przed śmiercią Allen P. Wilkinson rozpoczęła pisać wspomnienia Evelyn Einstein.

## Publikacje
- wspólnie z Marfe Ferguson Delano: Genius: A Photobiography of Albert Einstein. National Geographic Children's Books, 2005, ISBN 0-7922-9544-7.
- Introduction of: Alice Calaprice (editor); Robert Schulmann (contributor). Dear Professor Einstein: Albert Einstein's Letters to and from Children. Prometheus Books, 2002. ISBN 978-1-59102-015-8